# Prince of Broadway
Prince of Broadway é um filme independente de drama estadunidense de 2008 dirigido e escrito por Sean Baker. Estrelado por Prince Adu e Karren Karagulian, estreou no Festival de Cinema de Los Angeles em 22 de junho.

## Elenco
- Prince Adu - Lucky
- Karren Karagulian - Levon Krikorian
- Aiden Noesi - Prince
- Keyali Mayaga - Karina
- Kat Sanchez - Linda
- Victoria Tate - Nadia